# Оранж (княжество)

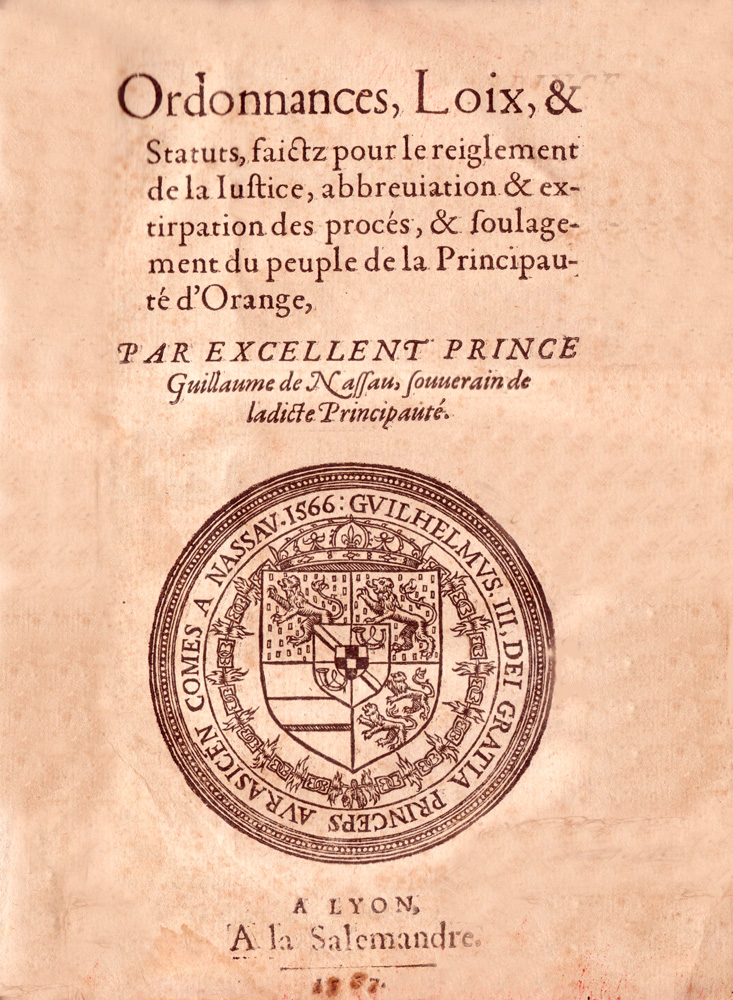
Уложение законов княжества Оранского

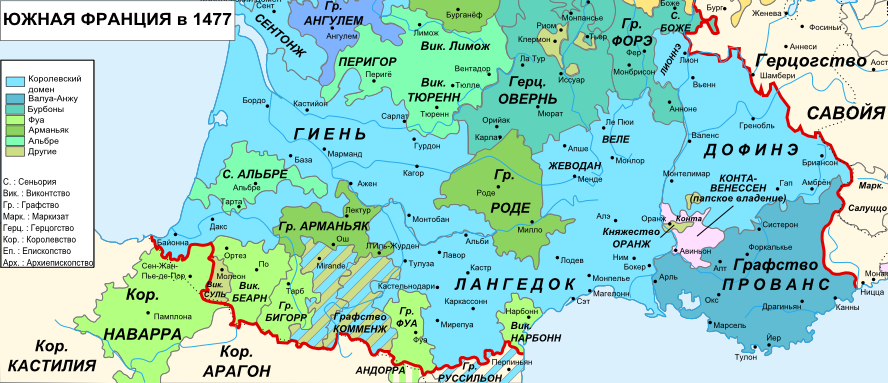
Княжество Оранж на карте Южной Франции 1477 г.

Княжество Орания (Оранж) — феод Бургундского королевства с центром в городе Оранж, на берегу Роны. Императоры Священной Римской империи признавали графов Оранских в княжеском достоинстве, начиная с 1181 года. У князя Оранского было право голоса в коллегии имперских князей. Суверенность правителей Оранжа с XV века неоднократно подтверждали и короли Франции.

## История
До 1180 года Оранжем владела династия Жиро Адемара, затем — дом де Бо, наследница которого, Мари де Бо (ум. в 1417 году), вышла замуж за Жана III де Шалон-Арле. Таким образом, во владение Оранжем вступила Иврейская династия в лице своей шалонской ветви. В 1530 году эта ветвь угасла, а её последний представитель Филибер де Шалон в обход правил престолонаследия передал Оранж в наследство сыну своей сестры, Рене из дома Нассау.

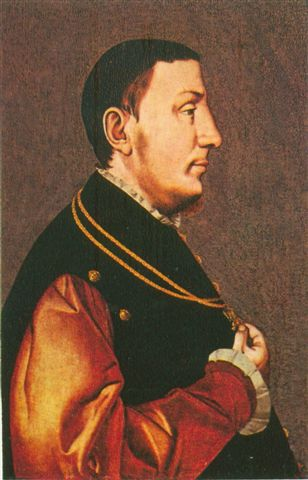
Рене де Шалон (принц Оранский) (1519-44)

Рене Нассау-Шалонский, в свою очередь, не имея сыновей от брака с Анной Лотарингской, оставил Оранское княжество двоюродному брату (сыну дяди по отцу), Вильгельму I Молчаливому. От него произошла Оранская династия штатгальтеров Соединённых провинций. Линия потомков Вильгельма I прервалась со смертью нидерландского штатгальтера и английского короля Вильгельма III в 1702 году. С его смертью титул принцев Оранско-Нассауских перешёл к продолжателям линии Иоанна (Яна) Нассау-Дилленбургского — младшего брата Вильгельма I.
При Вильгельме I и его ближайших потомках Оранское княжество было крепким гугенотским анклавом внутри Франции. В 1670-х годах Оранж был оккупирован войсками Людовика XIV (в ходе его первой войны с Вильгельмом III).
В 1700-е годы наследование княжества оспорили потомки старшей и младшей тёток Вильгельма III — а именно, Фридрих I Прусский и Вильгельм IV Оранский. Последний обосновывал своё право на титул принца Оранского завещанием самого Вильгельма III. С тех пор титул князя (принца) Оранского употребляют как главы рода Гогенцоллернов, так и наследники нидерландского престола, принадлежащие к младшей линии Оранской династии.
Между тем французские суды считали переход Оранского княжества к Вильгельму Молчаливому незаконным, ибо по правилам Иврейской династии в случае пресечения мужского потомства сына Жана III де Шалона наследниками княжества становились потомки его дочери. Из них старшими были князья Нёвшателя из рода Церингенов, которым наследовали французские герцоги Лонгвили. Они пытались в судебном порядке оспорить владение Оранжем у штатгальтеров Нидерландов, но по внешнеполитическим соображениям король Франции предпочёл замять это дело. По результатам Утрехтского мира 1713 года Оранж был присуждён Франции (де-факто владевшей городом с 1660 года), но старший князь дома Нассау сохранил титул принца Оранского, который до сих пор носит наследник короны Нидерландов.

Герб первых феодальных правителей Оранжа

В 1694 году род Лонгвилей угас, и за владение Оранжем развернулась новая битва. Последняя из Лонгвилей, герцогиня Немурская, передала Невшатель своему родственнику из Суассонского дома. Единственная дочь последнего вышла за герцога Люиня. Их потомки продолжали именовать себя не только принцами Невшательскими, но и Оранскими. Наследниками Лонгвилей также считали себя принцы Конде и Конти; из них последним Людовик XIV предоставил право получения налоговых отчислений с Оранжа.

Герб Княжества Оранж

Знаменитые фаворитки Людовика XV, сёстры Нель, принадлежали к роду Майи-Нель, который также претендует на оранское наследство и не раз судился за него. Они обосновывают свои притязания тем, что по женской линии маркизы де Майи-Нель происходят от младшего сына Жана III де Шалона.